# Dragon Con
Dragon Con, nota precedentemente come Dragon*Con e a volte DragonCon, è una convention annuale multi-genere del Nord America. Fondata nel 1987, si svolge annualmente ogni fine settimana in contrapposizione con il Labor Day, ad Atlanta, in Georgia.
A partire dal 2017, la convention attira più di 80.000 persone, comprendendo centinaia di ospiti speciali, è circondata da cinque hotel nel quartiere di Peachtree Center nel centro di Atlanta vicino al Centennial Olympic Park, e gestisce migliaia di ore di programmazione per gli appassionati di fantascienza, fantasy, fumetti e altri elementi della cultura dei fan.
La convention è posseduta e gestita da una società privata a fini di lucro, con l'aiuto di uno staff di volontari di circa 1.500 membri. Il Dragon Con ha ospitato anche l'Origins Game Fair del 1990 e il North American Science Fiction Convention (NASFiC) del 1995.

## Storia
Il Dragon Con è stato lanciato nel 1987, come progetto di un gruppo locale di fantascienza e videogiochi chiamato Dragon Alliance of Gamers and Role-Players (DAGR). È stato fondato da un consiglio di amministrazione composto da John Bunnell, David Cody, Robert Dennis, Mike Helba, Pat Henry e Ed Kramer.
Il nome "Dragon" derivava dai computer Dragon di Kramer (una versione europea dei TRS-80 Color Computer di RadioShack), che ospitavano un Bulletin board system locale che inizialmente serviva da hub centrale per entrambe le organizzazioni. L'inaugurazione del Dragon*Con si è tenuta durante il Worldcon, ConFederation, di Atlanta. Nel giro di un anno, Dragon* Con è stato selezionato per ospitare la convention Origins Game Fair del 1990 che si è svolta presso l'Hilton di Atlanta.
L'inaugurale del Dragon*Con si tenne al Pierremont Plaza Hotel e attirò 1400 fan, con gli ospiti d'onore Michael Moorcock, Lynn Abbey e Robert Asprin, Robert Adams, Richard Garriott (creatore di Ultima), Gary Gygax (co-creatore di Dungeons & Dragons) e Brad Strickland. L'artista Jonn Serrie ha presentato i suoi accordi con la tastiera all'interno di una vera e propria tuta della NASA, mentre Michael Moorcock si è esibito sul palco con Eric Bloom dei Blue Öyster Cult, cantando Veteran of the Psychic Wars e Black Blade. La Atlanta Radio Theatre Company di Thomas E. Fuller ha eseguito Il richiamo di Cthulhu di H. P. Lovecraft, trasmettendo sia via radio che dal vivo in loco. La convention del 1988 includeva gli ospiti Alan Dean Foster, Fred Saberhagen, Margaret Weis, Tracy Hickman, Gary Gygax e Larry Elmore.
La convenzione crebbe rapidamente. Nel 1989, ha attirato 2.400 fan (molti per vedere l'ospite d'onore Anne McCaffrey), e l'evento si è trasferito all'Omni Hotel e al Convention Center. Nel 1990 la convention è raddoppiata, aggiungendo un Comics Expo, ospitando un'altra volta la convention Origins Game Fair (questa volta con Tom Clancy come ospite d'onore) e ampliandosi fino ad includere l'hotel Sheraton di Atlanta. Nel 1991 il primo evento di competizione robotica "Robot Battles" è stato aggiunto alla lista degli eventi del Dragon*Con, rendendolo il secondo evento di competizione robotica più vecchio al mondo.
Nel 1993, Dragon*Con fu la casa dei Wizard Fan Awards. 
Nel 1995, quando Dragon*Con ha ospitato la North American Science Fiction Convention e la International Starfleet Conference, la convention è cresciuta fino ad arrivare ad oltre 14.000 fan. Nel 1999, TrekTrak di Dragon*Con ha presentato il primo Miss Klingon Empire Beauty Pageant, un evento annuale che da allora ha attirato l'attenzione dei media nazionali.
Nel 2000, Ed Kramer ha cessato di avere un ruolo attivo nella gestione della convention, tuttavia possedeva ancora il 34% della società. Nel 2011, Kramer ha citato in giudizio gli organizzatori, liquidando le accuse secondo cui non avrebbe ricevuto la sua giusta quota dei profitti a causa di una truffa. Il rapporto di Kramer con la convention è stato completamente interrotto nel luglio 2013 con una fusione d'incasso, portando la convention a cambiare il suo nome in "Dragon Con" (sostituendo l'asterisco con uno spazio).
Al ventesimo anniversario della Convention nel 2007, c'erano 22.000 partecipanti e la convention ha continuato a crescere, con 27.000 partecipanti nel 2007, 40.000 nel 2010, 57.000 nel 2013 e oltre 80.000 nel 2017.